# Robertus arcticus
Robertus arcticus är en spindelart som först beskrevs av Chamberlin och Ivie 1947.  Robertus arcticus ingår i släktet fuktspindlar, och familjen klotspindlar.
Artens utbredningsområde är Alaska. Inga underarter finns listade i Catalogue of Life.